# Észak-Amerika irodalma

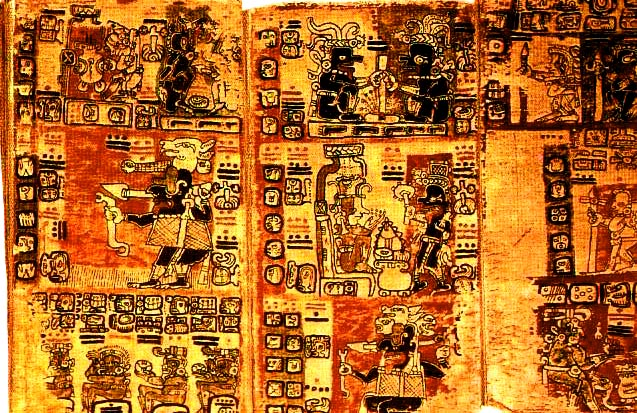
Hieroglifákkal írt maja kódex egy lapja

Észak-Amerika népeinek szépirodalmát történelmi, földrajzi és nyelvi alapon csoportosíthatjuk.

## Régi indián irodalmak

### Maja írásbeliség
A legteljesebb fennmaradt maja irodalmi alkotás a Popol Vuh, amely a világ és az emberek teremtését, valamint a Kicse (Quiché) Királyság legendás történetét beszéli el.

### Régi mexikói indián irodalom
Nezahualcoyotl király és más 15. századi indián költők versei az azték korból származnak. A szájhagyományban fennmaradt költeményeket Juán Bautista de Pomar gyűjtötte össze (Nova Hispania uralkodóinak regénye, 1582).

## Újabb amerikai irodalmak

### Mexikói irodalom

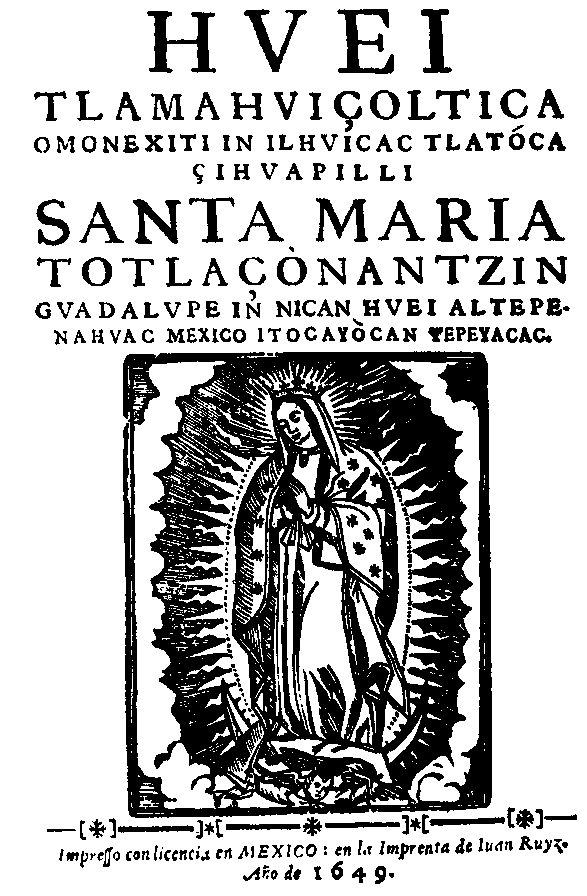
A Nagy csoda, 17. századi nahuatl nyelvű legenda

#### Indián nyelvű
Luis Laso de la Vega, mexikói szerzetes Nagy csoda (Huei tlamahuiçoltica) című nahuatl nyelvű legendája a Guadalupei Miasszonyunk csodáját beszéli el. A leghíresebb latin-amerikai zarándokhelyhez fűződő anyanyelvű elbeszélés óriási hatást gyakorolt a mexikói indiánok vallásos hitére.

#### Spanyol nyelvű
Mexikó irodalma az indián őslakosság és a spanyol bevándorlók témáinak, hagyományainak ötvöződésén alapul. Az első kiemelkedő mexikói író a 19. század elején alkotó José Joaquín Fernández de Lizardi, az El Periquillo Sarniento című pikareszk regény szerzője, amely egyben az első latin-amerikai regény is volt. A 19. század legjelentősebb költői közé tartozik Amado Nervo, Manuel Gutierrez Najera és Juan de Dios Peza. A 20. század elején elsősorban a mexikói forradalom témája jelent meg a regényekben, történetekben valamint Mariano Azuela és Rodolfo Usigli színdarabjaiban. Ez az irányvonal magával hozta a nemzeti irodalom fellendülését, amely olyan szerzők műveiben mutatkozik meg leginkább, mint Rosario Castellanos és Juan Rulfo. Az ettől eltérő két fő irányzat képviselői az „estridentistas” (Arqueles Vela és Manuel Maples Arce) és a „Los Contemporaneos” (Salvador Novo, Xavier Villaurrutia és Jose Gorostiza). Megkezdődött az indián őslakosság népköltészetének feldolgozása is, többek között Ricardo Pozas Arciniega és Francisco Rojas Gonzalez antropológusok műveiben. A 20. század második fele óta a mexikói irodalomra a stílusok és műfajok sokfélesége jellemző. 1990-ben  Octavio Paz lett az első és eddig egyetlen Nobel-díjas mexikói író.

### Az Amerikai Egyesült Államok irodalma

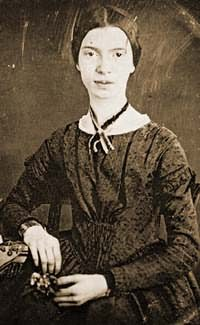
Emily Dickinson

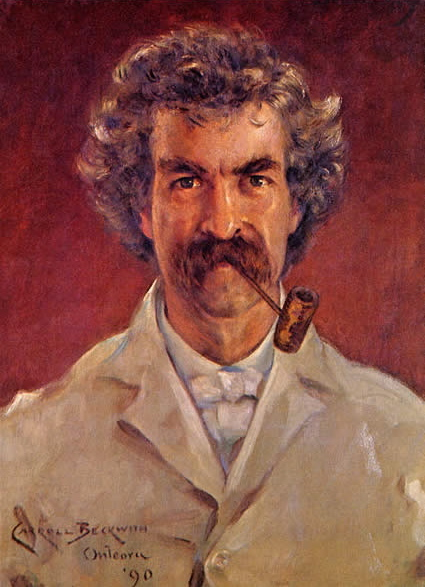
Mark Twain

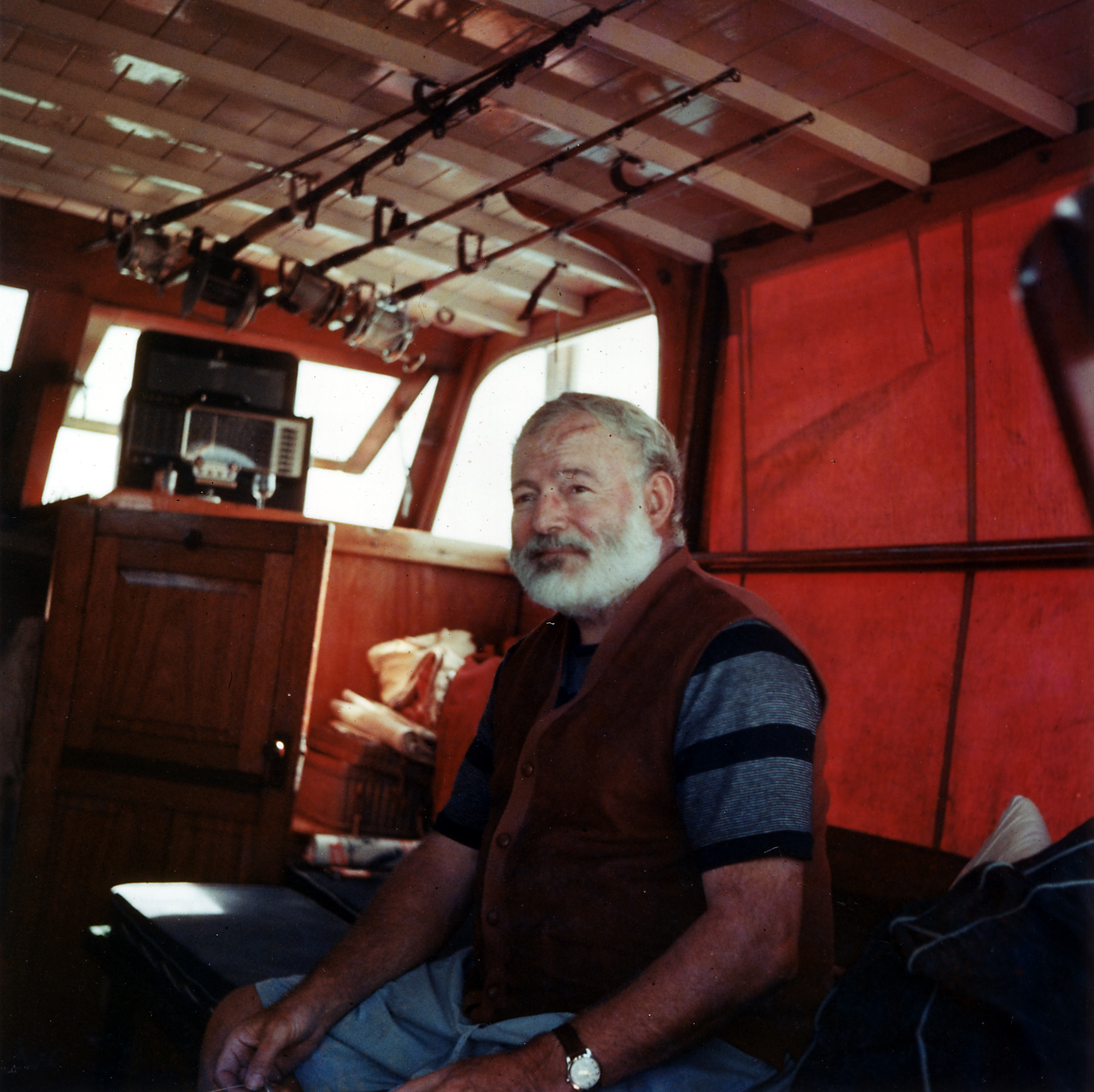
Ernest Hemingway

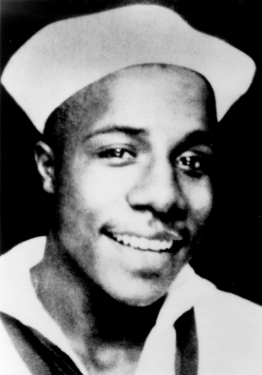
Alex Haley, a Gyökerek írója

#### Angol nyelvű
18. század:
- Benjamin Franklin (1706–1790) író

19. század:
- Washington Irving (1783–1859) író
- James Fenimore Cooper (1789–1851) író
- Nathaniel Hawthorne (1804–1864) író
- Henry Wadsworth Longfellow (1807–1882) költő
- Edgar Allan Poe (1809–1849) költő, író
- Harriet Beecher Stowe (1811–1896) írónő
- Walt Whitman (1812–1892) költő
- Henry David Thoreau (1817–1862) író
- Herman Melville (1819–1891) író
- Emily Dickinson (1830–1886) költőnő
- Louisa May Alcott (1832–1888) írónő
- Mark Twain (1835–1910) író
- Ambrose Bierce (1842–1914) író
- Jack London (1876–1916) író

20. század:
- Robert Frost (1874–1963) költő
- Jack London (1876–1916) író
- Upton Sinclair (1878–1968) író
- Sinclair Lewis (1885–1951) Nobel-díjas író
- Ezra Pound (1885–1972) költő, író
- Eugene O’Neill (1888–1953) Nobel-díjas drámaíró
- Raymond Chandler (1888–1959) író
- Howard Phillips Lovecraft (1890–1937) író
- Pearl S. Buck (1892–1973) Nobel-díjas írónő
- Francis Scott Fitzgerald (1896–1940) író
- John Dos Passos (1896–1970) író
- William Faulkner (1897–1962) Nobel-díjas író
- Thornton Wilder (1897–1975) író, drámaíró
- Ernest Hemingway (1898–1961) Nobel-díjas író
- John Steinbeck (1902–1968) Nobel-díjas író
- Isaac Bashevis Singer (1902-1991, jiddis nyelvű) Nobel-díjas író
- Irwin Shaw (1913–1994) író
- Tennessee Williams (1914–1983) drámaíró
- Bernard Malamud (1914–1986) író
- Saul Bellow (1915–2005) Nobel-díjas író
- Arthur Miller (1915–2005) drámaíró
- Jerome David Salinger (1919–2010) író
- Isaac Asimov (1920–1992) író
- Ray Bradbury (1920–2012) író
- Alex Haley (1921–1992) író
- Jack Kerouac (1922–1969) költő, író
- Kurt Vonnegut (1922–2007) író
- Joseph Heller (1923–1999) író
- Norman Mailer (1923–2007) író
- Truman Capote (1924–1984) író
- Allen Ginsberg (1926–1997) költő
- Edward Albee (1928–2016) drámaíró
- Toni Morrison (1931–2019) Nobel-díjas írónő
- Joseph Brodsky (1940–1996) Nobel-díjas költő
- Stephen King (1947–) író

#### Indián nyelvű
- Luci Tapahonso (navahó)
- Ofelia Zepeda (papago)

### Kanadai irodalom

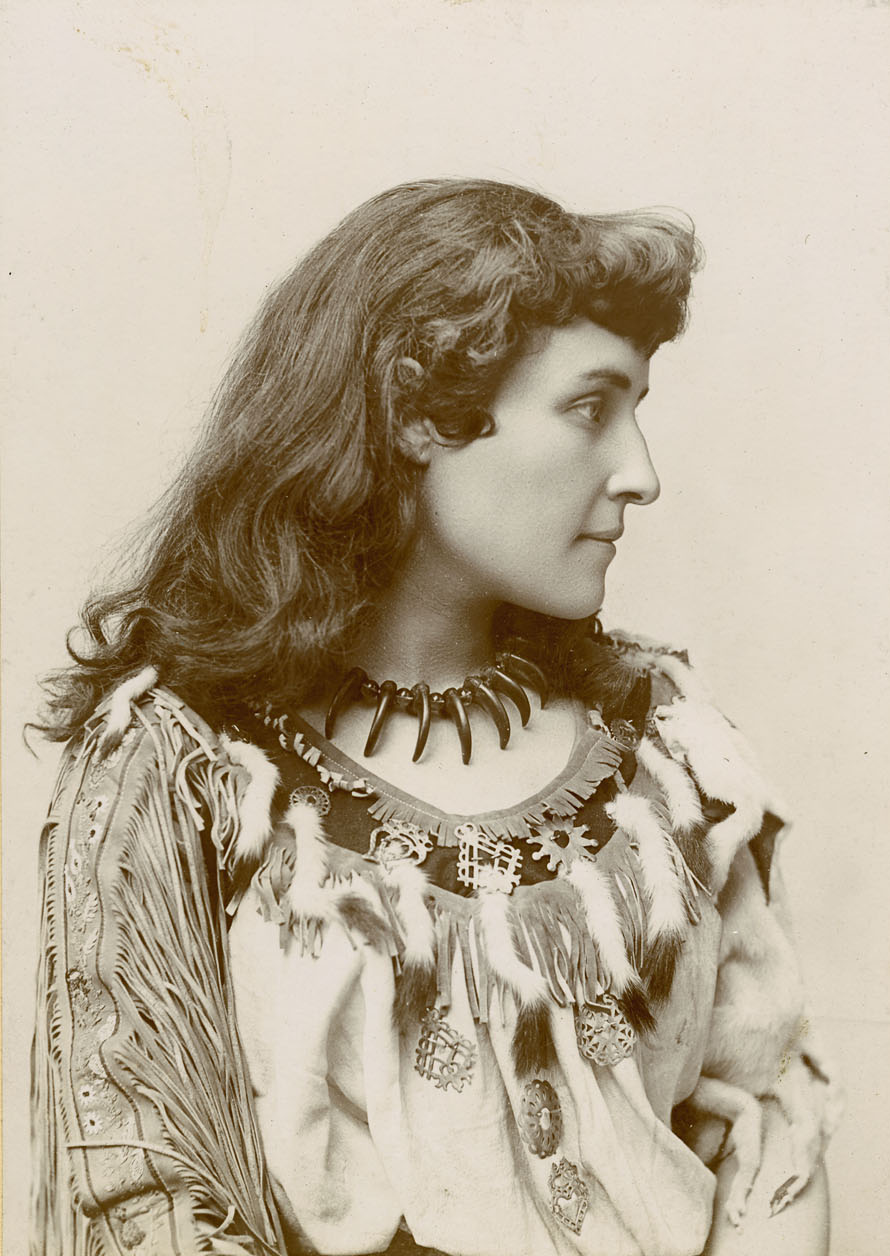
Pauline Johnson

#### Angol nyelvű
- Pauline Johnson
- Stephen Leacock
- Margaret Atwood
- Michael Ondaatje

#### Francia nyelvű
- Antonine Maillet

#### Indián nyelvű
- Simon Pokagon (potavatomi)